# Укрпас
Укрпас  (повна офіційна назва Укрпас Онлайн ) — українська компанія, яка надає послуги з бронювання та продажу квитків на проїзд в автобусах по Україні та Європі. 
Працює в партнерстві з підприємством Київпассервіс, в управлінні якого знаходиться 24 автостанції Києва та області.
Власником компанії є український підприємець та інвестор Міщенко Олег Леонідович.

## Про компанію
Основною метою роботи компанії "Укрпас" є синхронізація роботи перевізників та автостанцій України задля легалізації ринку та безпеки пасажирів.
Задля цього впроваджується новітня система диспетчеризації "Розумний автовокзал". За приклад системи управління автобусними рейсами було взято фрагмент моделі організації роботи аеропорту: на автостанції працює онлайн-табло, інформація з якого дублюється на сайт з продажу квитків. Це дозволяє пасажирам отримувати інформацію про рейси в режимі реального часу .
Крім того, впроваджується автоматизований підрахунок плати за проїзд в автобусі з передачею відомостей на табло диспетчера та в кабінет перевізника. Розпочато встановлення терміналів для продажу квитків пасажирам, що зменшує "тінізацію" ринку автобусних перевезень.
Цифрову трансформацію було розпочато з Київського центрального автовокзалу .

## Інша діяльність компанії
Іншою метою діяльності "Укрпас" є інвестування в підвищення рівня автостанційних послуг пасажирам:
- Обмеження вільного доступу на території автовокзалів;
- Автоматична робота шлагбаумів із розпізнаванням номера автобуса задля контролю легальності перевізників;
- Встановлення турнікетів, через які за QR-кодами пасажири потрапляють на платформи;
- Автоматизація камер схову;
- Встановлення зарядних станцій;
- Встановлення терміналів для продажу їжі та напоїв .